# 重慶國民政府行政院舊址
重慶國民政府行政院舊址位於重慶市渝中區上清寺街道中山四路36号中共重慶市委院內八號樓。原為天主教會所創辦的私立明誠中學，1937年國民政府遷都重慶後，以此作為行政院的辦公地。1949年后為中共中央西南局的辦公大樓，1954年大區撤銷後，交由中国共产党重庆市委员会使用至今。该建筑為一棟巴洛克式磚木結構建築，二樓一底，面闊24米，高20米，有房20間，建築面積1621平方米，坐北朝南。
2000年9月7日列為第一批重慶市文物保護單位。2013年3月5日公佈為第七批全國重點文物保護單位。